# Нижнеломовский уезд
Нижнеломо́вский уе́зд — административно-территориальная единица Пензенской губернии, существовавшая в 1780—1928 годах. Уездный город — Нижний Ломов.

## Географическое положение
Уезд располагался в центральной части Пензенской губернии. Площадь уезда составляла в 1897 году 3 174,9 верст² (3 613 км²), в 1926 году — 4 155 км².

## История
Уезд образован в сентябре 1780 года в составе Пензенского наместничества в результате реформы Екатерины Великой. С 1796 года в составе Пензенской губернии. В 1798 году к уезду присоединена территория упразднённого Верхнеломовского уезда.
В марте 1925 года в состав уезда вошла большая часть территории упразднённого Керенского уезда. В 1928 году Нижнеломовский уезд был упразднён, на его территории образован Нижнеломовский район Пензенского округа Средне-Волжской области.

## Население
По данным переписи 1897 года в уезде проживало 153 395 чел. В том числе русские — 96,9%, мордва — 2,3%. В городе Нижний Ломов проживало 9 996 чел., в заштатном Верхнем Ломове — 5 952 чел.
По итогам всесоюзной переписи населения 1926 года население уезда составило 197 094 человек, из них городское — 15 034 человек.

## Административное деление
В 1890 году в состав уезда входило 22 волости:
| № п/п | Волость                 | Волостное правление | Число селений | Население |
| ----- | ----------------------- | ------------------- | ------------- | --------- |
| 1     | Адиклеевская            | с. Адиклевское      | 4             | 4391      |
| 2     | Андреевская             | с. Андреевка        | 3             | 3100      |
| 3     | Аршиновская             | с. Аршиновское      | 15            | 11317     |
| 4     | Атминская               | с. Атминское        | 6             | 10474     |
| 5     | Больше-Верховская       | с. Большие Верхи    | 4             | 4550      |
| 6     | Верхне-Ломовская        | г. Верхний Ломов    | 12            | 13172     |
| 7     | Виргинская              | с. Ивановская Вирга | 5             | 2401      |
| 8     | Вороновская             | с. Вороновское      | 3             | 6488      |
| 9     | Голицинская             | с. Голицынское      | 5             | 4083      |
| 10    | Головинщинская          | с. Головинщино      | 3             | 5103      |
| 11    | Долгоруковская          | с. Долгоруковское   | 1             | 3147      |
| 12    | Каменская               | с. Каменское        | 3             | 5924      |
| 13    | Кевдо-Мельситовская     | с. Кевдо-Мельситово | 10            | 7209      |
| 14    | Кувакская (Студенецкая) | с. Студенец         | 6             | 5166      |
| 15    | Кувако-Никольская       | с. Кувак-Никольское | 18            | 11899     |
| 16    | Лещиновская             | с. Лещиново         | 6             | 7997      |
| 17    | Нижне-Ломовская         | г. Нижний Ломов     | 12            | 10899     |
| 18    | Ново-Пятинская          | с. Ново-Пятинское   | 13            | 3270      |
| 19    | Покровско-Варжинская    | с. Покровское       | 4             | 2892      |
| 20    | Порошинская             | с. Порошино         | 7             | 4118      |
| 21    | Старо-Толковская        | с. Старо-Толковское | 10            | 11157     |
| 22    | Титовская               | с. Титово           | 8             | 2981      |

В 1913 году в уезде числилось 23 волости, образована Коремшинская волость (с. Коремша).

## Уездные предводители дворянства[5]
| Время службы | Фамилия, Имя, Отчество         | Должность/Чин        |
| ------------ | ------------------------------ | -------------------- |
| 1787-1790    | Лукин Иван Фёдорович           | Надворный советник   |
| 1790-1793    | Биглов Прокофий Софронович     | Гвардии прапорщик    |
| 1793-1799    | Сивцов Матвей Степанович       | Коллежский асессор   |
| 1800-1806    |                                |                      |
| 1804-1807    | Айгустов Василий Егорович      | Титулярный советник  |
| 1807-1813    | Селукский Ксенофонт Иванович   | Полковник            |
| 1813-1816    | Никифоров Фёдор Иванович       | Коллежский асессор   |
| 1816-1819    | Лукин Пётр Иванович            | Прапорщик            |
| 1819-1822    | Евсюков Михаил Львович         | Коллежский советник  |
| 1822-1831    | Никифоров Фёдор Иванович       | Коллежский асессор   |
| 1831-1843    | Загоскин Ростислав Васильевич  | Капитан-лейтенант    |
| 1843-1858    | фон-Берг Николай Петрович      | Коллежский секретарь |
| 1858-1861    | Дубасов Николай Иванович       | Губернский секретарь |
| 1861-1864    | Дубасов Дмитрий Иванович       | Губернский секретарь |
| 1864-1870    | Арапов Андрей Николаевич       | Майор                |
| 1870-1873    | Евсюков Михаил Порфирьевич     | Гвардии ротмистр     |
| 1873-1879    | Загоскин Михаил Ростиславович  | Корнет               |
| 1879-1882    | Рутланд Арчибальд Васильевич   | Надворный советник   |
| 1882-1888    | Морозов Алексей Львович        | Подпоручик           |
| 1888-        | Граф Толстой Сергей Михайлович | Статский советник    |